# Leptoteleia normani
Leptoteleia normani är en stekelart som beskrevs av Lubomir Masner 1978. Leptoteleia normani ingår i släktet Leptoteleia och familjen Scelionidae. Inga underarter finns listade i Catalogue of Life.